# Štiglic
Štiglic je priimek več znanih Slovencev:
- Bernard Štiglic, jamar, jamski reševalec (Velenje)
- Bor Štiglic (194? - ?), oglaševalec, igralec?
- Bruno Štiglic (Stiglic) (1931—2017), elektronik, informatik, univ. profesor in gospodarstvenik
- France Štiglic (1919—1993), filmski režiser, prof. AGRFT
- Gregor Štiglic, bioinformatik
- Kaja Štiglic (*1972), filmska igralka in plesalka
- Lado Štiglic (1915—?), gledališčnik
- Marija Štiglic, kiparka z motorno žago
- Mihaela Štiglic, plesalka
- Poldka Štiglic (?—1981), gledališčnica (Loški oder)
- Ruda Štiglic Stritar (1919—1979), publicistka (gled./film)
- Sanja Štiglic (*1970), diplomatka
- Tugo Štiglic (1946—2022), filmski režiser
- Zala Ana Štiglic, igralka, lutkarica